# خوسيه ماريا بوكانيغرا
خوسيه ماريا بوكانيغرا (بالإسبانية: José María Bocanegra) (و. 1787 – 1862 م) هو دبلوماسي، ومحام، وعالم اقتصاد من المكسيك ولد في ولاية اغواسكالينتس.